# Großschweidnitz
Großschweidnitz là một đô thị trong huyện Görlitz, bang tự do Sachsen, nước Đức. Đô thị Großschweidnitz có diện tích 7,3 km², dân số thời điểm ngày 31 tháng 12 năm 2005 là 1434 người.